# Корицини (Сім'ятицький повіт)
Корицини (пол. Koryciny) — село в Польщі, у гміні Городиськ Сім'ятицького повіту Підляського воєводства.
Населення — 223 особи (2011).
У 1975-1998 роках село належало до Білостоцького воєводства.

## Демографія
Демографічна структура станом на 31 березня 2011 року:
|          | Загалом | Допрацездатний вік | Працездатний вік | Постпрацездатний вік |
| -------- | ------- | ------------------ | ---------------- | -------------------- |
| Чоловіки | 110     | 30                 | 59               | 21                   |
| Жінки    | 113     | 29                 | 51               | 33                   |
| Разом    | 223     | 59                 | 110              | 54                   |